# Hatillo de Loba
Hatillo de Loba è un comune della Colombia facente parte del dipartimento di Bolívar.
Il centro abitato venne fondato nel 1637, mentre l'istituzione del comune è del 3 febbraio 1988.